# ARES
System sejsmoakustyczny ARES (początkowa nazwa stacjonarna aparatura sejsmoakustyczna średniej wielkości) to kolejna po systemie SAK generacja urządzeń przeznaczonych do oceny zagrożeń tąpaniami, pasywnymi metodami sejsmoakustyki. System opracowano w 2. połowie lat 80. XX wieku, w Zakładzie Systemów Dyspozytorskich (ZB-7) Centrum Naukowo-Produkcyjnego Elektrotechniki i Automatyki Górniczej EMAG w Katowicach. Prace rozpoczęto w 1985 roku i w ciągu 10 lat wdrożono 35 urządzeń ARES, w tym 31 w 22 polskich kopalniach węgla kamiennego (od 1 do 4 urządzeń w kopalni) oraz 4 w kopalniach rud miedzi. System jest nadal rozwijany, a jego ostatnia wersja ARES 5/E pozwala na rozbudowę do 64 kanałów pomiarowych (8 urządzeń po 8 kanałów każdy), charakteryzujących się pasmem przenoszonych częstotliwości 28-1500 Hz i  dynamiką przetwarzania 54 dB.

## Przeznaczenie
System ARES' przeznaczony był początkowo do oceny zagrożenia tąpaniami w kopalniach o małym zagrożeniu, dlatego rejestrację i przetwarzanie sygnałów sejsmoakustycznych ograniczono do 8. kanałów pomiarowych. Z upływem czasu kopalnie zaczęły stosować system ARES jako uzupełnienie, eksploatowanych od początku lat 80. XX wieku, systemów oceny zagrożenia tąpaniami SAK. W rezultacie powstała koncepcja wykorzystania kilku aparatur ARES zintegrowanych w system oceny wykorzystujący komputery osobiste PC do przetwarzania danych, zgodnie z instrukcją oraz nowymi procedurami oceny zagrożeń tąpaniami. Do najważniejszych funkcji realizowanych przez system ARES należą:
- detekcja i rejestracja zjawisk sejsmoakustycznych

- uproszczona lokalizacja zjawisk sejsmoakustycznych

- określanie energii umownej oraz aktywności górotworu

- statystyczna analiza danych oraz prezentacja wyników